# Zwemmen op de Olympische Zomerspelen 2012 – 4×100 meter wisselslag mannen
De 4×100 meter wisselslag mannen op de Olympische Zomerspelen 2012 vond plaats op 3 augustus, series, en 4 augustus 2012, finale. Omdat het zwembad waarin de wedstrijd gehouden werd 50 meter lang is, bestond de race uit acht baantjes. Na afloop van de series kwalificeerden de acht snelste ploegen zich voor de finale. Regerend olympisch kampioen was de Verenigde Staten dat opnieuw wist te winnen.

## Records
Voorafgaand aan het toernooi waren dit het wereldrecord en het olympisch record.
| Wereldrecord     | Verenigde Staten Aaron Peirsol Eric Shanteau Michael Phelps David Walters | 3.27,28 | Rome   | 2 augustus 2009  |
| Olympisch record | Verenigde Staten Aaron Peirsol Brendan Hansen Michael Phelps Jason Lezak  | 3.29,34 | Peking | 17 augustus 2008 |

## Uitslagen

### Series
| Rang | Namen                                                                      | Land             | Tijd    | Serie | Baan | Bijz. |
| ---- | -------------------------------------------------------------------------- | ---------------- | ------- | ----- | ---- | ----- |
| 1    | Nick Thoman Eric Shanteau Tyler McGill Cullen Jones                        | Verenigde Staten | 3.32,65 | 2     | 4    | Q     |
| 2    | Liam Tancock Craig Benson Michael Rock Adam Brown                          | Groot-Brittannië | 3.33,44 | 1     | 1    | Q     |
| 3    | Ryosuke Irie Kosuke Kitajima Takeshi Matsuda Takuro Fujii                  | Japan            | 3.33,64 | 2     | 3    | Q     |
| 4    | Hayden Stoeckel Brenton Rickard Matt Targett Tommaso D'Orsogna             | Australië        | 3.33,73 | 1     | 4    | Q     |
| 5    | Nick Driebergen Lennart Stekelenburg Joeri Verlinden Sebastiaan Verschuren | Nederland        | 3.33,78 | 1     | 3    | Q     |
| 6    | Helge Meeuw Christian vom Lehn Steffen Deibler Marco di Carli              | Duitsland        | 3.34,28 | 2     | 5    | Q     |
| 7    | László Cseh Dániel Gyurta Bence Pulai Dominik Kozma                        | Hongarije        | 3.34,44 | 2     | 6    | Q     |
| 8    | Charles Francis Scott Dickens Joe Bartoch Brent Hayden                     | Canada           | 3.34,46 | 1     | 2    | Q     |
| 9    | Gareth Kean Glenn Snyders Andrew McMillan Carl O'Donnell                   | Nieuw-Zeeland    | 3.34,52 | 2     | 8    |       |
| 10   | Camille Lacourt Giacomo Perez Dortona Romain Sassot Yannick Agnel          | Frankrijk        | 3.34,60 | 1     | 5    |       |
| 11   | Cheng Feiyi Li Xiayan Zhou Jiawei Lu Zhiwu                                 | China            | 3.34,65 | 1     | 6    |       |
| 12   | Vladimir Morozov Vjatsjeslav Sinkevitsj Nikolaj Skvortsov Andrej Gretsjin  | Rusland          | 3.34,94 | 1     | 7    |       |
| 13   | Charl Crous Cameron van der Burgh Chad le Clos Leith Shankland             | Zuid-Afrika      | 3.35,23 | 2     | 8    |       |
| 14   | Mirco Di Tora Fabio Scozzoli Matteo Rivolta Luca Dotto                     | Italië           | 3.36,88 | 1     | 5    |       |
| 15   | Thiago Pereira Felipe França Kaio de Almeida Marcelo Chierighini           | Brazilië         | 3.37,00 | 1     | 6    |       |
| 16   | Radosław Kawęcki Dawid Szulich Paweł Korzeniowski Kacper Majchrzak         | Polen            | 3.38,66 | 2     | 1    |       |

### Finale
| Rang   | Namen                                                                      | Land             | Tijd    | Baan | Bijz. |
| ------ | -------------------------------------------------------------------------- | ---------------- | ------- | ---- | ----- |
| Goud   | Matt Grevers Brendan Hansen Michael Phelps Nathan Adrian                   | Verenigde Staten | 3.29,35 | 4    |       |
| Zilver | Ryosuke Irie Kosuke Kitajima Takeshi Matsuda Takuro Fujii                  | Japan            | 3.31,26 | 3    |       |
| Brons  | Hayden Stoeckel Christian Sprenger Matt Targett James Magnussen            | Australië        | 3.31,58 | 6    |       |
| 4      | Liam Tancock Michael Jamieson Michael Rock Adam Brown                      | Groot-Brittannië | 3.32,32 | 5    |       |
| 5      | László Cseh Dániel Gyurta Bence Pulai Dominik Kozma                        | Hongarije        | 3.33,02 | 1    |       |
| 6      | Helge Meeuw Christian vom Lehn Steffen Deibler Markus Deibler              | Duitsland        | 3.33,06 | 7    |       |
| 7      | Nick Driebergen Lennart Stekelenburg Joeri Verlinden Sebastiaan Verschuren | Nederland        | 3.33,46 | 2    |       |
| 8      | Charles Francis Scott Dickens Joe Bartoch Brent Hayden                     | Canada           | 3.34,19 | 8    |       |